# Guglielmo Raimondo Moncada Carroz
Guglielmo Raimondo Moncada Carroz (XIV secolo – Palermo, 1448) è stato un nobile, politico e militare italiano del XV secolo.

## Biografia
Nacque da Guglielmo Raimondo, marchese di Malta e Gozo e dalla sua seconda moglie Stefania Carroz Lauria. Suo padre, prima di morire nel 1395, per testamento lo designò Marchese di Malta e Gozo, ma per effetto della sentenza di fellonia per il quale fu condannato l'anno seguente, che determinò la confisca dei suoi beni e feudi, del titolo non poté di fatto averne possesso.
Alla morte del padre si spostò in Catalogna assieme alla madre. Il re Martino I di Sicilia restituì buona parte dei beni confiscati al defunto marchese Guglielmo Raimondo agli eredi, che con privilegio del 31 maggio 1410 ricevette investitura ufficiale del titolo di Marchese di Malta e Gozo. Intraprese la carriera militare e fu al servizio del re Alfonso V d'Aragona, che seguì a Napoli, dove nel 1421 fu accolto dalla regina Giovanna che lo aveva adottato. Ma a seguito del tradimento della Sovrana ai danni del re Alfonso Moncada combatté contro gli Angioini e nel 1423, nella battaglia di Castel Capuano, fece da scudo con il proprio corpo al monarca aragonese, riportando numerose ferite. Per questo gesto, in segno di gratitudine, il re lo creò Gran siniscalco del Regno di Sicilia, e nel 1424 gli assegnò annuali rendite sopra le Regie entrate di Calascibetta e di Castrogiovanni.
Nel 1439 il sovrano lo nominò viceré di Napoli, in un periodo in cui continue erano le guerre tra Angioini e Aragonesi, carica che ricoprì fino al 1442. Dal 1444 fu ambasciatore in Francia, dove fu inviato per trattare il matrimonio del Duca di Calabria, e dal 1447 ambasciatore presso lo Stato Pontificio, dove era stato eletto il papa Niccolò V.
Sposato con una nobildonna di nome Isabella, di cui è ignoto il casato di appartenenza, da questa unione non ebbe eredi e morì a Palermo nel 1448.